# 和德里
和德里是台北市萬華區東園次分區轄下的一個里。面積0.1700平方公里，下轄26鄰。2022年止共有人口7,624人。

## 邊界
東側為忠德里、日善里，北側為雙園里，東側為新安里，南側為全德里。